# Wikipedia en gallego
La Wikipedia en gallego o Galipedia (en gallego: Wikipedia en galego, Galipedia) es la edición de Wikipedia en idioma gallego. Fue creada el 8 de marzo de 2003 y cuenta actualmente con 225 958 artículos creados, lo que la convierte en la 53ª edición de Wikipedia por número de artículos, teniendo además una profundidad de 27.

## Factor humano
El 15 de enero de 2011, durante el décimo aniversario de Wikipedia, se llevó a cabo una reunión en Ribadeo y otra en Culleredo (a nivel nacional se llevaron a cabo también reuniones en Madrid y Barcelona).
El 9 de marzo de 2013, durante el décimo aniversario de la Galipedia, se celebró una reunión en Santiago de Compostela con varias presentaciones acerca del activismo cultural y el conocimiento libre.
En marzo de 2018, en el décimoquinto aniversario de la Wikipedia en gallego, se celebró el Primer wikimaratón del Día Internacional de la Mujer y una reunión en Orense.
El 4 de julio de 2018 la Galipedia oscureció sus páginas, siguiendo a la acción iniciada por la Wikipedia en italiano antes de que el Parlamento Europeo votara una Directiva acerca del copyright en la Unión Europea.

## Fechas clave[5]
- 12 de marzo de 2004: Se alcanzan los 1.000 artículos.
- 29 de abril de 2005: Se alcanzan los 5.000 artículos.
- 13 de noviembre de 2005: Se alcanzan los 10.000 artículos.
- 5-6 de diciembre de 2006: Se alcanzan los 20.000 artículos.
- 23 de julio de 2009: Se alcanzan los 50.000 artículos.
- 4 de marzo de 2013 : Se alcanzan los 100.000 artículos.
- 27 de julio de 2018 : Se alcanzan los 150.000 artículos.
- 27 de octubre de 2023 : Se alcanzan los 200.000 artículos.

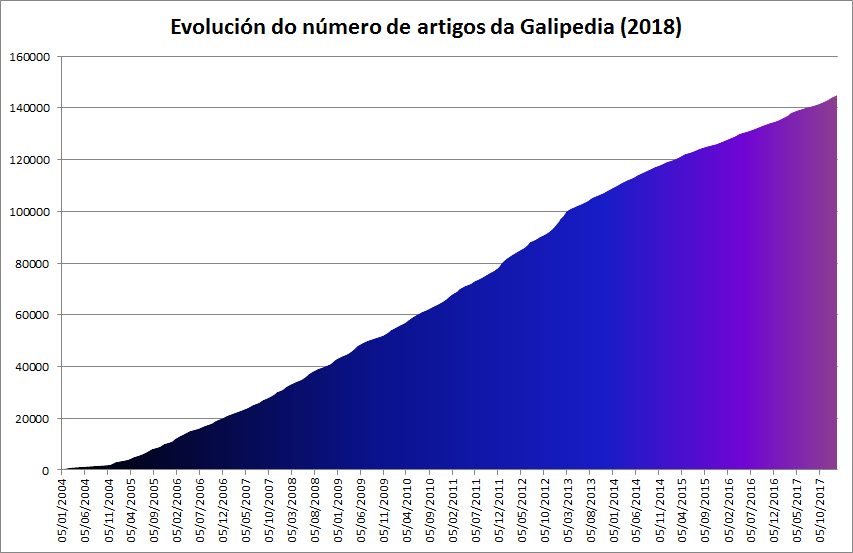
Evolución del número de artículos de la Galipedia (2004-2018)

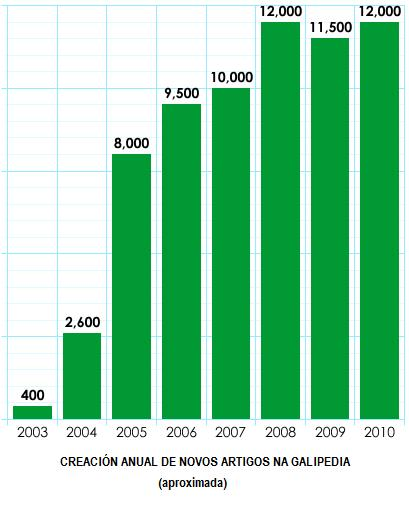
Creación anual de nuevos artículos (2003-2010)

## Logotipos conmemorativos
| Wikipedia               | En gallego      | En gallego  | En inglés   |
| Fecha de celebración    | nº de artículos | Aniversario | Aniversario |
| ----------------------- | --------------- | ----------- | ----------- |
| 6 de diciembre de 2006  |                 |             |             |
| 23 de junio de 2007     |                 |             |             |
| 3 de diciembre de 2007  |                 |             |             |
| 8 de marzo de 2008      |                 |             |             |
| 15 de enero de 2011     |                 |             |             |
| 8 de marzo de 2011      |                 |             |             |
| 6 de septiembre de 2012 |                 |             |             |
| 4 de marzo de 2013      |                 |             |             |
| 8 de marzo de 2015      |                 |             |             |
| 8 de marzo de 2018      |                 |             |             |
| 2023                    |                 |             |             |